# Rejon samborski
Rejon samborski (ukr. Самбірський район) – jednostka administracyjna Ukrainy, w składzie obwodu lwowskiego. Głównym miastem jest Sambor.
Rejon został utworzony 17 lipca 2020 w związku z reformą podziału administracyjnego Ukrainy na rejony.

## Podział administracyjny rejonu
Rejon samborski od 2020 roku dzieli się na terytorialne hromady:
- Hromada Biskowice
- Hromada Borynia
- Hromada Dobromil
- Hromada Kalinów Nowy
- Hromada Raliwka
- Hromada Rudki
- Hromada Sambor
- Hromada Stary Sambor
- Hromada Strzyłki
- Hromada Turka
- Hromada Chyrów